# Trachyaphthona hiunchulii
Trachyaphthona hiunchulii es una especie de insecto coleóptero de la familia Chrysomelidae.
Fue descrita científicamente en 2000 por Sprecher-Uebersax.